# Phoracantha mastersii
Phoracantha mastersii är en skalbaggsart som först beskrevs av Francis Polkinghorne Pascoe 1875.  Phoracantha mastersii ingår i släktet Phoracantha och familjen långhorningar. Inga underarter finns listade i Catalogue of Life.